# Roberto Premier
Roberto Premier (nacido el 25 de enero de 1958 (67 años) en Spresiano, Italia)  es un exjugador italiano de baloncesto. Con 1.97 de estatura, jugaba en la posición de escolta.

## Clubes
- 1978-1981 UG Goriziana
- 1981-1989 Olimpia Milano
- 1989-1994 Virtus Roma
- 1994-1995 UG Goriziana
- 1995-1996  Modena
- 1996-1998 Nuova Pallacanestro Vigevano
- 1998-1999 Petrarca Padova
- 1999-2000 Pallacanestro Pavia

## Palmarés
- Copa Intercontinental: 1
Olimpia Milano: 1987.
- Euroliga: 2
Olimpia Milano: 1987, 1988.
- Copa Korac: 2
Olimpia Milano: 1985.; Virtus Roma: 1992.
- LEGA: 5
Olimpia Milano:  1982, 1985, 1986, 1987, 1989.